# Индржихув Храдец (окръг)
Окръг Индржихув Храдец (на чешки: Okres Jindřichův Hradec) е един от 7-те окръга на Южночешкия край на Чехия. Административен център е едноименният град Индржихув Храдец. Площта на окръга е 1943,69 km², а населението – 91 359 жители (2016 г.). В окръга има 106 населени места, в това число 13 града и 1 място без право на самоуправление. Код по LAU-1 – CZ0313.

## География
Разположен е в източната част на края. Граничи с южночешките окръзи Ческе Будейовице на запад Табор на северозапад; с окръзите от Височинския край Пелгржимов на север, Ихлава и Тршебич на североизток; на изток граничи с южноморавския окръг Зноймо. На юг е държавната граница с Австрия.
През окръга преминава границата между историческите области Бохемия и Моравия. 78 населени места (с население 68 838 души) се намират в Бохемия, 24 – в Моравия (с 18 200 жители). 4 населени места (Кунжак, Стърмилов, Студена, Захрадки) с население от 5599 души са разположени точно по границата.

## Градове и население
Данни за 2009 г.:
| Град                | Население |
| ------------------- | --------- |
| Индржихув Храдец    | 22 449    |
| Тршебон             | 8788      |
| Дачице              | 7791      |
| Сухдол над Лужници  | 3668      |
| Ческе Веленице      | 3540      |
| Нова Бистршице      | 3435      |
| Славонице           | 2683      |
| Нова Вчелнице       | 2395      |
| Кардашова Ржечице   | 2288      |
| Ломнице над Лужници | 1766      |
| Стърмилов           | 1438      |
| Страж над Нежаркоу  | 836       |
| Дещна               | 726       |

| Общо           | Жени             | Мъже             |
| -------------- | ---------------- | ---------------- |
| 93 740 (100 %) | 47 395 (50,56 %) | 46 345 (49,44 %) |

Средна гъстота – 48 души на km²; 65,93 % от населението живее в градовете.

## Образование
По данни от 2003 г.:
| Вид училище                         | Брой училища |
| ----------------------------------- | ------------ |
| Детски градини                      | 49           |
| Начални училища                     | 41           |
| Гимназии                            | 3            |
| Средни училища и промишлени училища | 9            |
| Средни професионални училища        | 9            |
| Висши професионални училища         | -            |

## Здравеопазване
По данни от 2003 г.:
| Лекари                                      | 306 |
| Болници                                     | 2   |
| Специализирани заведения за лечение и отдих | -   |
| Зъболекари                                  | 49  |
| Аптеки                                      | 18  |

## Транспорт
През окръга преминава част от първокласните пътища (пътища от клас I) I/23, I/24 и I/34. Пътища от клас II в окръга са II/103, II/128, II/132, II/134, II/135, II/147, II/148, II/149, II/151, II/152, II/153, II/154, II/155, II/164, II/406, II/407, II/408, II/409 и II/410.

## Реки
- Липнице
- Лужнице
- Нежарка
- Ваповка